# Karl Otto Götz
 (juillet 2024).
La mise en forme du texte ne suit pas les recommandations de Wikipédia : il faut le « wikifier ».
Les points d'amélioration suivants sont les cas les plus fréquents. Le détail des points à revoir est peut-être précisé sur la page de discussion.
- Les titres sont pré-formatés par le logiciel. Ils ne sont ni en capitales, ni en gras.
- Le texte ne doit pas être écrit en capitales (les noms de famille non plus), ni en gras, ni en italique, ni en « petit »…
- Le gras n'est utilisé que pour surligner le titre de l'article dans l'introduction, une seule fois.
- L'italique est rarement utilisé : mots en langue étrangère, titres d'œuvres, noms de bateaux, etc.
- Les citations ne sont pas en italique mais en corps de texte normal. Elles sont entourées par des guillemets français : « et ».
- Les listes à puces sont à éviter, des paragraphes rédigés étant largement préférés. Les tableaux sont à réserver à la présentation de données structurées (résultats, etc.).
- Les appels de note de bas de page (petits chiffres en exposant, introduits par l'outil «  Source ») sont à placer entre la fin de phrase et le point final[comme ça].
- Les liens internes (vers d'autres articles de Wikipédia) sont à choisir avec parcimonie. Créez des liens vers des articles approfondissant le sujet. Les termes génériques sans rapport avec le sujet sont à éviter, ainsi que les répétitions de liens vers un même terme.
- Les liens externes sont à placer uniquement dans une section « Liens externes », à la fin de l'article. Ces liens sont à choisir avec parcimonie suivant les règles définies. Si un lien sert de source à l'article, son insertion dans le texte est à faire par les notes de bas de page.
- La présentation des références doit suivre les conventions bibliographiques. Il est recommandé d'utiliser les modèles {{Ouvrage}}, {{Chapitre}}, {{Article}}, {{Lien web}} et/ou {{Bibliographie}}. Le mode d'édition visuel peut mettre en forme automatiquement les références.
- Insérer une infobox (cadre d'informations à droite) n'est pas obligatoire pour parachever la mise en page.

Pour une aide détaillée, merci de consulter Aide:Wikification.
Si vous pensez que ces points ont été résolus, vous pouvez retirer ce bandeau et améliorer la mise en forme d'un autre article.
 (juillet 2024).
Si vous disposez d'ouvrages ou d'articles de référence ou si vous connaissez des sites web de qualité traitant du thème abordé ici, merci de compléter l'article en donnant les références utiles à sa vérifiabilité et en les liant à la section « Notes et références ».
 (juillet 2024).
Pour les articles homonymes, voir Götz.
Ne doit pas être confondu avec Götz Otto.
Karl Otto Götz (né le 22 février 1914 à Aix-la-Chapelle et mort le 19 août 2017 à Niederbreitbach) est un peintre allemand qui est principalement connu pour ses peintures abstraites spontanées dans le style informel ('art sans forme').
Des éléments importants de son travail, influencé par le surréalisme, sont une créativité abstraite spontanée et le rendu manuel d'images générées aléatoirement par des automates.

## Biographie

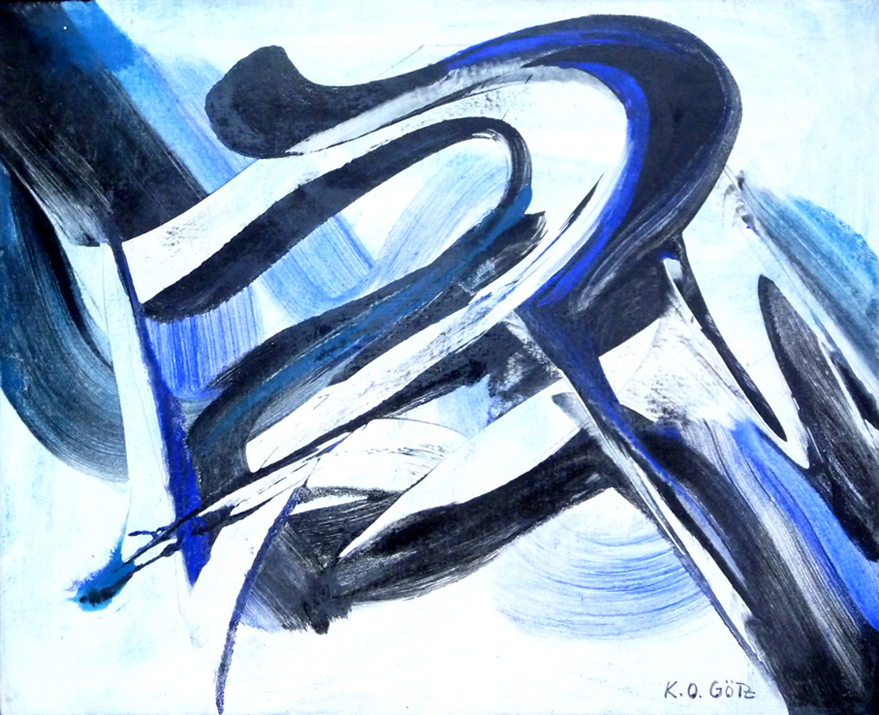
K. O. Götz, 27 mai 1954, technique mixte sur toile,.

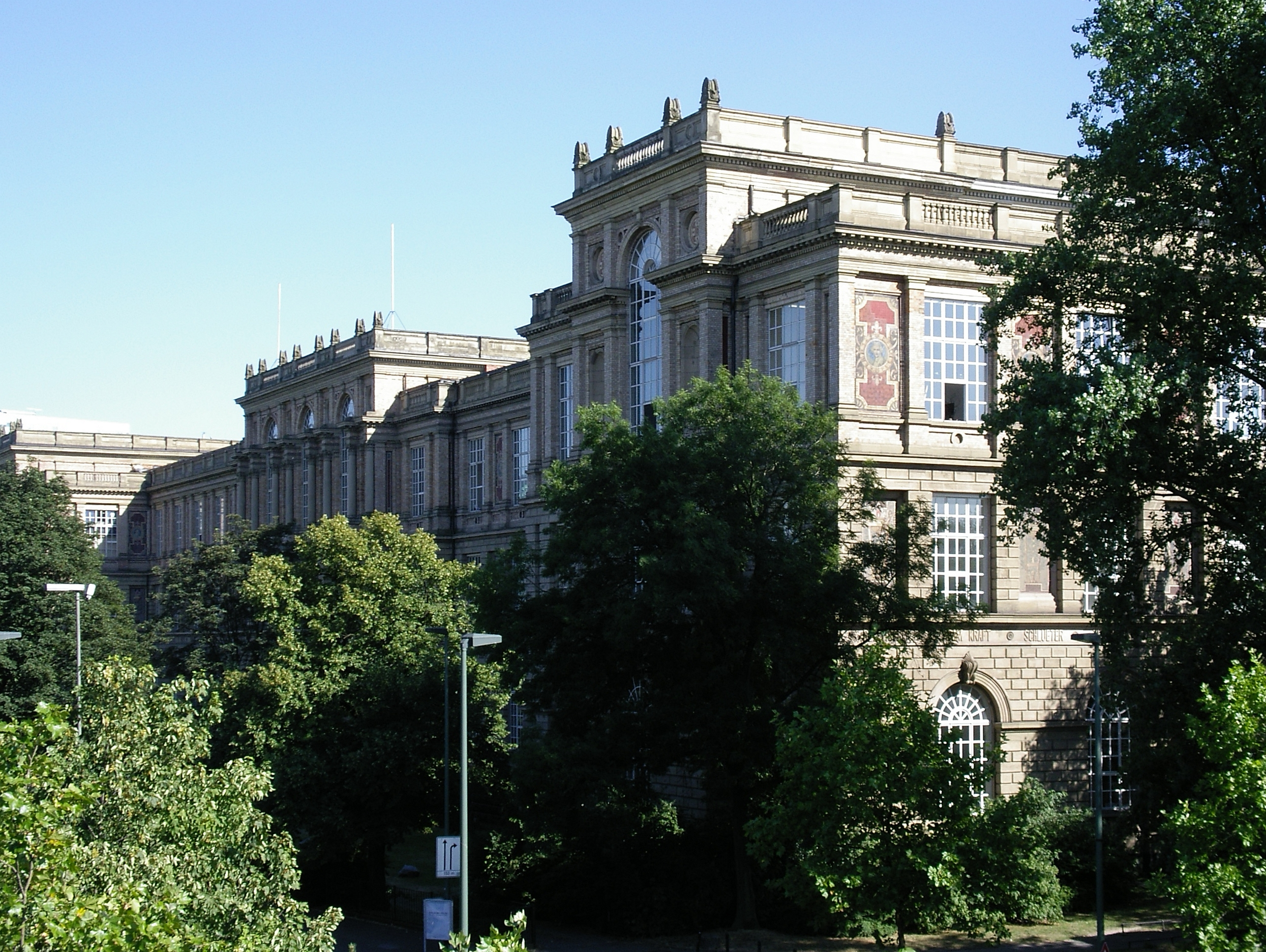
Académie des beaux-arts de Düsseldorf.

L'année 1952 marque un tournant dans la conception picturale de Karl Otto Götz. Il expose avec Bernard Schultze, Otto Greis et Heinz Kreutz à la Zimmergalerie Franck de Francfort sous le titre « Nouveaux expressionnistes » (Neuexpressionisten). Grâce à cette exposition, les quatre peintres unissent leurs forces pour former Quadriga, qui est aujourd'hui considéré comme le noyau de l'art informel allemand.
De 1959 à 1975, Karl Otto Götz est professeur à l'Académie des beaux-arts de Düsseldorf.